# Ред Булл Гана
ФК «Ред Булл Гана» (англ. Red Bull Ghana) — колишній ганський футбольний клуб із Согакопа, заснований 2008 року та розформований у 2014 році. Виступав у Першій лізі. Домашні матчі приймав на стадіоні «Ред Булл Екедемі Стедіум», потужністю 1 000 глядачів.